# Anastrepha zuelaniae
Anastrepha zuelaniae är en tvåvingeart som beskrevs av Stone 1942. Anastrepha zuelaniae ingår i släktet Anastrepha och familjen borrflugor. Inga underarter finns listade i Catalogue of Life.